# Ringleben (bei Gebesee)
Ringleben település Németországban, azon belül Türingiában. Lakosainak száma 491 fő (2023. december 31.).

## Népesség
A település népességének változása:
| Lakosok száma | 495  | 493  | 489  | 480  | 491  |
|               | 2017 | 2019 | 2021 | 2022 | 2023 |